# Justin Hawkins
Justin David Hawkins (Chertsey, 17 marzo 1975) è un cantante britannico, noto per essere il leader dei The Darkness, band della quale fa parte anche il fratello Daniel Hawkins. Da solista ha pubblicato due singoli con lo pseudonimo di British Whale, per poi impegnarsi con un nuovo gruppo chiamato Hot Leg.

## Biografia
Nasce a Chertsey, Inghilterra, il 17 marzo del 1975. Cresce a Lowestoft con il fratello Daniel Hawkins e la sorella Suzie: impara presto a suonare la chitarra con risultati notevoli. I due fratelli si trasferiscono a Londra e qui decidono di fondare un gruppo, assieme agli amici d'infanzia Frankie Poullain (basso) e Ed Graham (batteria): nascono gli Empire, destinati però a sciogliersi dopo poco tempo. Una sera il giovane Justin si esibisce in un locale in uno dei pezzi del suo gruppo rock preferito, i Queen: il ragazzo mostra una voce particolare, acuta, che ricorda molto quella di Freddie Mercury negli anni settanta. Questo dà lo spunto a Dan per la fondazione di un nuovo gruppo: nascono i Darkness, che si esibiranno inizialmente esclusivamente nei pub, il sabato sera. Justin sul palcoscenico si presenta con vestiti strani come tutine succinte ed appariscenti, o anche presentandosi a cavallo di una tigre bianca (finta) a grandezza naturale ed un paio di seni enormi (finti) che contribuiranno a far presto notare da molti la band. Il loro successo ha inizio nel 2003, nel Regno Unito, con il singolo I Believe in a Thing Called Love. Presto arriverà l'album, intitolato Permission to Land, che porterà fama, premi e riconoscimenti e, come dirà Hawkins in un'intervista: 
Il 23 maggio 2005 Frankie Poullain lascia il gruppo per dissensi musicali nel bel mezzo della creazione del secondo album. A sostituire Poullain arriverà Richie Edwards. Durante l'estate, i Darkness saranno impegnati in molte esibizioni live. Il secondo album (One Way Ticket to Hell...And Back) risulta quasi un flop in confronto al primo, pur ottenendo un non indifferente successo. Hawkins, che già da un paio di anni faceva uso di droghe pesanti e di alcool, diviene depresso e in un'intervista definirà se stesso come un individuo "riservato, sfuggente, volgare, una persona poco piacevole con la quale passare una serata". Il cantante dirà anche di aver avuto risentimenti sia dal punto di vista artistico che privato con la sua fidanzata Sue. Nell'intervista, Hawkins sottolinea i benefici ottenuti dalla cura che ha seguito in Inghilterra per disintossicarsi dalla cocaina. Nonostante i miglioramenti, Hawkins decide di abbandonare i Darkness e dedicarsi ad una carriera solista: i Darkness si trovano così senza voce e senza Hawkins, un leader che con il suo modo di fare aveva portato il gruppo al successo.
Nel 2005 e 2006, Hawkins utilizza lo pseudonimo British Whale per utilizzare le canzoni da lui scritte ritenute inadatte ai Darkness. Sotto il nome di British Whale, Justin Hawkins ha pubblicato ad oggi due singoli. Il primo è una cover della hit del 1974 degli Sparks, This Town Ain't Big Enough For Both Of Us, che ha raggiunto la numero 6 posizione nelle classifiche UK. Il singolo contiene anche una B-side originale intitolata "America", in cui Justin ringrazia gli States per l'amore dimostrato nei suoi confronti.
Nel maggio 2006, British Whale pubblica un secondo singolo solo per il download, un inno non ufficiale per il mondiale di calcio intitolato England.
In programma c'era l'uscita di un album, ma dopo aver lasciato i The Darkness nell'ottobre 2006, non se ne seppe più nulla, il sito rimane infatti non aggiornato. Fino a poco tempo fa si credeva che sarebbe uscito in futuro, anche se ora Justin è impegnato con il suo nuovo gruppo, gli Hot Leg.
Nel 2007 pubblica alcuni inediti nel proprio profilo su MySpace. Successivamente li cancella, dicendo: "you'll just have to wait" (dovete solo aspettare).
All'inizio del 2011 si susseguono voci su una riunione del gruppo. L'ultima conferma arriva il 15 marzo 2011, con un'intervista di Justin a una radio inglese e con l'annuncio che il gruppo si esibirà come co-headliner con i Def Leppard al Download Festival, nel parco inglese di Donington vicino Nottingham. Il 1º febbraio 2012 viene pubblicato in download gratuito il singolo Nothing's Gonna Stop Us (J. Hawkins/D. Hawkins/McDougall), prodotto da Nick Brine & The Darkness. Nel 2012 il gruppo aprirà le date europee del Born This Way Ball Tour di Lady Gaga. Sulla pagina web ufficiale del gruppo appare la comunicazione dell'uscita del nuovo album, dopo la riunione della band, che si intitolerà Hot Cakes. In attesa del tracklisting, la sola altra informazione confermata è la data di pubblicazione: il disco uscirà il prossimo 20 agosto. A metà del mese di aprile Justin aveva detto: "Metà del disco è veramente di rock chitarristico vecchia scuola, alla AC/DC, con parti un po' più sfarzose e stratificate, un po' come il primo album. Ma c'è anche dell'extreme metal. In realtà è un classico album alla Darkness".

## Discografia

### The Darkness
- 2003 - Permission to Land
- 2005 - One Way Ticket to Hell...And Back
- 2012 - Hot Cakes
- 2015 - Last of Our Kind
- 2017 - Pinewood Smile
- 2019 – Easter Is Cancelled

### British Whale
- 2005 - This Town Ain't Big Enough For Both Of Us (singolo)
- 2006 - England (singolo)
- 2006 - America (singolo)

### Hot Leg
- 2009 - Red Light Fever